# البرکه (شهر)
البرکه (به عربی: البرکة) یک منطقهٔ مسکونی در عربستان سعودی است که در استان مدینه واقع شده‌است.